# Fata morgána

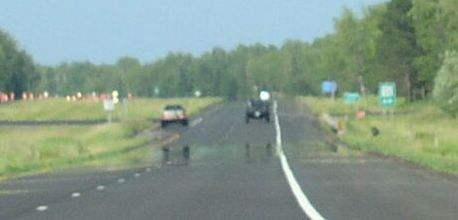
Ukázka spodního odrazu nad povrchem zahřáté silnice.

Fata morgána (někdy též zrcadlení nebo miráž) je optický jev v atmosféře (neboli fotometeor), kdy lze vidět obraz vzdáleného objektu zrcadlící se ve vzduchu atmosféry díky teplotní inverzi. Často se tyto jevy pozorují v místech, kde jsou rozsáhlé rovné homogenní plochy, například v polárních oblastech nebo také v horských sedlech, případně nad vodními hladinami po chladném ránu či s rychlým ochlazením navečer.
Jméno znamená latinsky a italsky víla Morgana, neboť zrcadlené předměty se zdají být neskutečné, volně se vznášející ve vzduchu, jako jakési vzdušné zámky. Toto zrcadlení bylo pozorováno v oblasti Messinské úžiny a připisováno zlé víle Morganě, čarodějce z britských mýtů o králi Artušovi, které se tam dostaly v době normanského panství na Sicílii (od 11. století).

## Fyzikální vysvětlení

Ilustrace k fyzikálnímu vysvětlení spodního odrazu

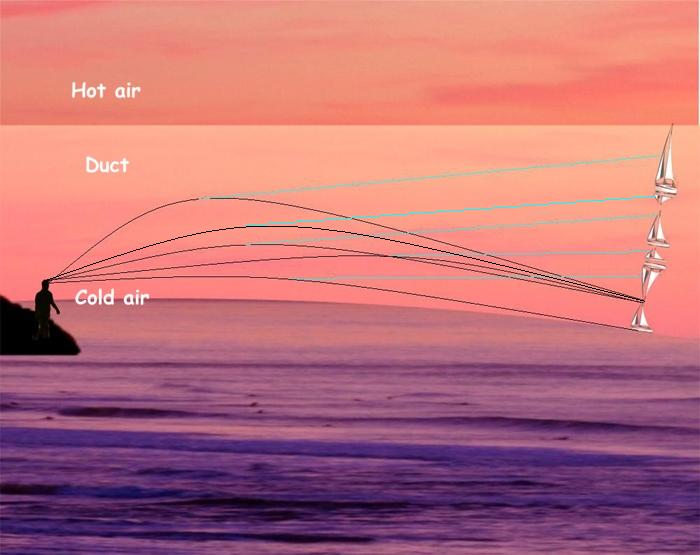
Ilustrace k fyzikálnímu vysvětlení svrchního odrazu, tj. pravé fata morgany

Výše popsané podmínky vedou ke vzniku vzájemné stabilních vrstev vzduchu s rozdílnými teplotami potažmo indexy lomu. Vzniká přírodní optická soustava, která odklání směr dopadajících světelných paprsků k pozorovateli. Dojde-li k tomuto jevu pod úrovní pozorovatele, jedná se o tzv. spodní odraz (např. na rozpálené asfaltové silnici či na poušti, kdy vzniká dojem vodního povrchu) nebo nad úrovní pozorovatele, kdy vzniká tzv. svrchní odraz (pravá fata morgána zobrazující vysoko nad obzorem odrazy předmětů pro svou velkou vzdálenost jinak těžko pozorovatelných).